# Remseck am Neckar
Remseck am Neckar est une ville allemande située dans le Bade-Wurtemberg, dans de l'arrondissement de Ludwigsbourg.
La ville est située à l'embouchure de la Rems dans le Neckar.
Remseck a été créé le 1er janvier 1975 par la fusion des municipalités Aldingen, Hochberg, Hochdorf, Neckargröningen et Neckarrems. D'abord, le nom était « Aldingen am Neckar » qui fut renommée le 1er juillet 1977 à Remseck am Neckar.

## Jumelages
- Meslay-du-Maine (France) depuis 1974
- Vigo di Fassa (Italie) depuis 1997